# Frampton Comes Alive!
Frampton Comes Alive! is een live-album van Peter Frampton. Het album is uitgebracht in januari 1976 en is een van de bestverkochte live-albums ooit. De nummers zijn in 1975 opgenomen tijdens verschillende concerten in de VS.
Bekende nummers op het album zijn: "Show Me the Way", "Baby,I Love Your Way" en "Do You Feel Like We Do". Het album werd uitgegeven als dubbel-lp in 1976, en later op cd. In 2001 verscheen een "25th Anniversary Deluxe Edition" als dubbel-cd, met vier extra nummers. Bovendien was de volgorde van de nummers anders dan op de originele lp.

## Band
- Peter Frampton (gitaar, zang en talkbox)
- John Siomos (drum)
- Bob Mayo (gitaar, zang, piano en orgel)
- Stanley Sheldon (basgitaar, zang)

## Tracklist
1. Something Happening
2. Doobie Wah
3. Show Me The Way
4. It's A Plane Shame
5. All I Want To Be (Is By Your Side)
6. Wind Of Change
7. Baby, I love your way
8. I Wanna Go To The Sun
9. Penny For Your Thoughts
10. (I'll Give You)Money
11. Shine On
12. Jumping Jack Flash
13. Lines On My Face
14. Do You Feel Like We Do